# Rengårdstjärnen, Ångermanland
Rengårdstjärnen är en sjö i Nordmalings kommun i Ångermanland och ingår i Leduåns huvudavrinningsområde. Sjön har en area på 0,0459 kvadratkilometer och ligger 221 meter över havet.

## Delavrinningsområde
Rengårdstjärnen ingår i det delavrinningsområde (706862-167058) som SMHI kallar för Inloppet i Svartvattnet. Medelhöjden är 227 meter över havet och ytan är 4,95 kvadratkilometer. Det finns inga avrinningsområden uppströms utan avrinningsområdet är högsta punkten. Vattendraget som avvattnar avrinningsområdet har biflödesordning 2, vilket innebär att vattnet flödar genom totalt 2 vattendrag innan det når havet efter 18 kilometer. Avrinningsområdet består mestadels av skog (96 procent). Avrinningsområdet har 0,05 kvadratkilometer vattenytor vilket ger det en sjöprocent på 4 procent.